# Рустициан I Брешианский
Рустициан I (лат. Rusticianus I; умер в конце VI века) — епископ Брешиа в конце VI века; святой, почитаемый в Католической церкви (день памяти — 5 января).

## Биография
В списках глав Брешианской епархии святой Рустициан I упоминается как преемник Гонория и предшественник Доминатора. Он был епископом в городе Брешиа в конце VI века. Хотя в трудах некоторых авторов приводятся и более точные даты от 585 до 595 года включительно, они не подтверждаются данными средневековых исторических источников.
О деяниях Рустициана I сведений почти не сохранилось. По мнению Джузеппе Каппеллетти, Рустициан был тем «брешианским епископом Бертицианом», который в 594 году вопреки своему митрополиту Констанцию Миланскому поддержал доктрину о Трёх главах, и был за это лишён причастия папой римским Григорием I Великим. Однако само существование брешианского епископа Бертициана считается не соответствующим действительности, так как основано на ошибочном цитировании «Диалогов» этого наместника Святого Престола. Тем не менее, сведения о конфликте епископа и горожан Брешиа с Констанцием Миланским из-за Трёх глав подтверждается несколькими письмами Григория I Великого. Предполагается, что, скорее всего, эти события должны были происходить уже при преемнике Рустициана I.
В агиографической литературе сообщается о великой добродетели Рустициана I и стойком отстаивании им ортодоксии в то время, когда многие из его паствы были исповедниками арианства. После смерти он был похоронен в церкви Святого Зенона в Брешиа. Приблизительно в 1502 году для мощей Рустициана I из боттичинского мрамора была изготовлена новая рака. В настоящее время от неё сохранился только фрагмент, выставленный в Музее Санта-Джулиа в Брешиа.
Также как и все главы Брешианской епархии III—VII веков от Анатолия до Деусдедита, ещё в средневековье Рустициан I был причислен к лику святых. Первое письменное свидетельство о существовании его культа в Брешиа относится к XI веку. Поминовение святого Рустициана I происходит 5 января. 28 марта также отмечается день перенесения его мощей.